# Tolania semipellucida
Tolania semipellucida är en insektsart som beskrevs av Carl Stål. Tolania semipellucida ingår i släktet Tolania och familjen hornstritar. Inga underarter finns listade i Catalogue of Life.